# Spodiopogon jainii
Spodiopogon jainii là một loài thực vật có hoa trong họ Hòa thảo. Loài này được V.J.Nair, A.N.Singh & N.C.Nair miêu tả khoa học đầu tiên năm 1981.